# 멍크턴모자이크꼬리쥐
멍크턴모자이크꼬리쥐(Paramelomys moncktoni)는 쥐과에 속하는 설치류의 일종이다. 이전에는 모자이크꼬리쥐속(Melomys)에 속하는 학명(Melomys moncktoni)으로 알려졌다. 파푸아뉴기니에서만 발견된다. 파푸아뉴기니 북동부와 남동부 지역의 저지대에서 서식한다. 살고 있는 서식지의 상당 부분이 손상되었지만 여러 곳에 흩어져 살아 남았으며, 멸종 위협은 낮은 것으로 간주되고 있다.